# كاري غرين
كاري غرين (بالإنجليزية: Carey Green)‏ هو مدرب كرة سلة أمريكي، ولد في 31 مارس 1956 في لويفيل في الولايات المتحدة.